# Cảng Busan

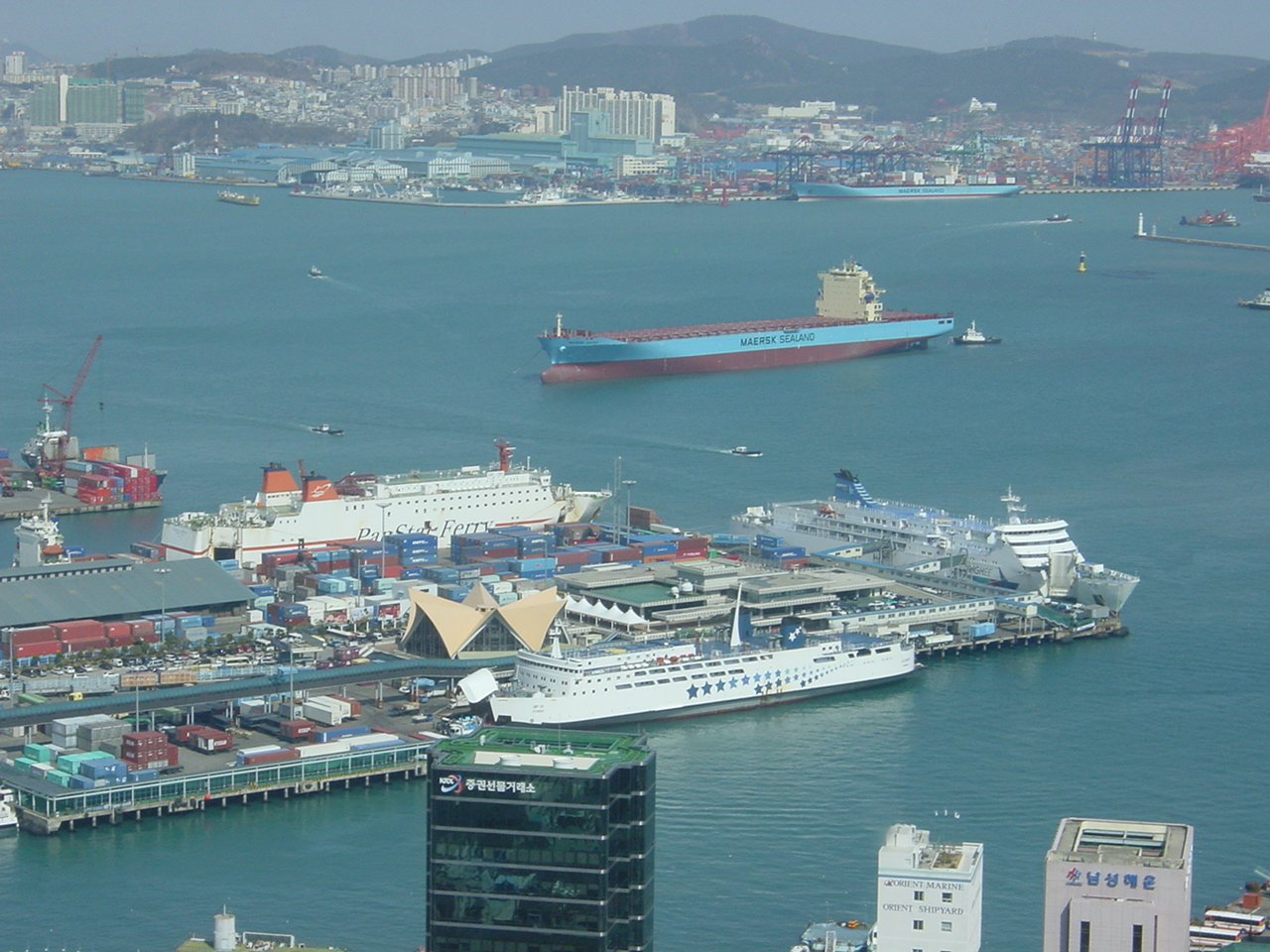
Cảng Busan

Cảng Busan là cảng lớn nhất ở Hàn Quốc, nằm ở thành phố Busan, Hàn Quốc.

## Cảng liên kết
Cảng Busan gồm 6 cảng liên kết (danh sách được liệt kê theo thứ tự ngày).
- – Cảng Southampton, Anh (1978)
- – Cảng Seattle, Mỹ (1981)
- – Cảng Osaka, Nhật (1985)[2]
- – Cảng Rotterdam, Hà Lan (1985)
- – Cảng Authority của New York và New Jersey, Mỹ(1988)
- – Cảng Thượng Hải, Trung Quốc (1994)